# Hlynur Bæringsson
Hlynur Elías Bæringsson (* 6. Juli 1982 in Stykkishólmsbær) ist ein isländischer Basketballspieler. Hlynur Bæringsson spielte lange Zeit in der isländischen Liga für Skallagrímur und Snæfell, bevor er nach drei Vizemeisterschaften mit Snæfell 2010 erstmals die isländische Meisterschaft gewann. Anschließend wechselte Hlynur Bæringsson, der bereits eine Saison in der niederländischen Eredivisie gespielt hatte, noch einmal ins Ausland und gewann auf Anhieb 2011 die schwedische Meisterschaft mit den Sundsvall Dragons, für die er insgesamt sechs Jahre spielte, bevor er in seine Heimat zurückkehrte. Mit der isländischen Basketballnationalmannschaft nahm er an den beiden einzigen EM-Endrunden 2015 und 2017 teil, für die sich die Isländer bis einschließlich 2017 qualifizieren konnten.

## Karriere
Hlynur Bæringsson gab sein Debüt in der höchsten isländischen Spielklasse Úrvalsdeild karla bereits im jugendlichen Alter von 15 Jahren für Skallagrímur. Knapp zwei Jahre später wurde er als bester Nachwuchsspieler der Saison 1998/99 ausgezeichnet. Seine Vereinsmannschaft platzierte sich jedoch durchweg in der unteren Tabellenhälfte und verpasste in der Regel die Play-offs um die Meisterschaft, so dass Hlynur Bæringsson 2002 schließlich den Verein aus Borganes verließ und zum Aufsteiger Snæfell wechselte, der in seinem Heimatort einige Kilometer weiter nördlich angesiedelt war. Hier gehörte Hlynur Bæringsson endgültig zu den besten Spielern der isländischen Liga und wurde, nachdem er dies bereits einmal für Skallagrímur erreicht hatte, noch weitere drei Mal hintereinander unter die besten fünf Spieler der isländischen Liga gewählt. Mit Snæfell stellte sich schließlich auch mannschaftlicher Erfolg ein. In der Saison 2003/04 erreichte die Mannschaft nach dem ersten Platz in der Hauptrunde erstmals die Finalserie, die jedoch nach nur einem Sieg in vier Spielen gegen Titelverteidiger Keflavík ÍF mit unter anderem dem späteren langjährigen Bundesliga-Spieler Derrick Allen verloren ging. Ein Jahr später erreichte Snæfell als Hauptrundenzweiter hinter Keflavík erneut die Finalserie, die mit dem gleichen Ergebnis wie im Vorjahr wiederum verloren ging.
Für die Saison 2005/06 wechselte Hlynur Bæringsson gemeinsam mit seinem Mannschaftskameraden Sigurður Þorvaldsson ins Ausland und spielte in den Niederlanden für Aris aus Leeuwarden in der Eredivisie. Hier erzielte Hlynur Bæringsson ein Double-double im Durchschnitt mit knapp zwölf Punkten und elf Rebounds pro Spiel und wurde zum „All-Star Game“ der niederländischen Liga eingeladen, das er gemeinsam mit unter anderem Sergerio Gipson, Darnell Hinson und John Turek in der Nordauswahl gewinnen konnte. Trotzdem erreichte der Tabellensiebte des Vorjahres Aris am Saisonende nach nur fünf Saisonsiegen in 26 Spielen den zehnten und vorletzten Tabellenplatz und das auch nur, weil der BV Noordkop aus Den Helder am Jahresende 2005 seine Mannschaft vom Spielbetrieb zurückzog und auf den letzten Platz gesetzt wurde. Trotz seiner individuell guten Leistungen kehrte Hlynur Bæringsson gemeinsam mit Sigurður Þorvaldsson anschließend zu Snæfell zurück, der zudem den später eingebürgerten Justin Shouse verpflichtete, welcher zuvor nur in der deutschen Regionalliga bei den Bergheim Bandits und der zweiten isländischen Spielklasse gespielt hatte. Gemeinsam gewann man im zweiten Jahr nach der Rückkehr nach dem dritten Titelgewinn im „Company Cup“ mit dem isländischen Pokalwettbewerb 2008 den ersten bedeutsamen Titel für den Verein. In der Meisterschaft zog man erneut in die Finalserie ein, welche ein weiteres Mal gegen Keflavík sieglos verloren ging. Hlynur Bæringsson wurde erstmals 2008 als bester einheimischer Spieler der Liga ausgezeichnet, was ihm zwei Jahre später erneut gelang, als Snæfell im vierten Aufeinandertreffen in der Finalserie Keflavík nunmehr in fünf Spielen besiegen konnte, wobei das fünfte und entscheidende Spiel mit 105:69 sehr deutlich bei Keflavík gewonnen wurde. Nach der erstmals errungenen Meisterschaft ging Hlynur Bæringsson ein weiteres Mal ins Ausland.
Für die Saison 2010/11 wechselte Hlynur Bæringsson in die schwedische Basketligan zu den Dragons aus Sundsvall, wo bereits sein Landsmann Jakob Sigurðarson spielte. Nachdem die Dragons 2009 erstmals die schwedische Meisterschaft gewonnen hatten, gelang dies in der Saison 2010/11 ein weiteres Mal. Hlynur Bæringsson erzielte dabei wie auch in den Vorjahren in der isländischen Liga erneut ein Double-double in Punkten und Rebounds pro Spiel. Nachdem man in den folgenden Jahren von Landsleuten wie Pavel Ermolinskij für eine Saison und Ægir Steinarsson unterstützt wurde, konnte man an diesen Erfolg nicht mehr anschließen, obwohl Hlynur Bæringsson weiter Double-doubles im Durchschnitt erzielte und 2013 bester Rebounder der Liga sowie 2013 und 2014 als bester Verteidiger der Basketligan ausgezeichnet wurde. 2013 erreichten die Dragons als Hauptrundenerster noch einmal die Finalserie und wurden Vizemeister, nachdem die Finalserie in sechs Spielen gegen den vormaligen Vizemeister Södertälje Kings verloren ging. Nachdem Jakob Sigurðarson und Ægir Steinarsson die Sundsvall Dragons bereits 2015 verlassen hatten, beendete Hlynur Bæringsson seine Zeit in Schweden schließlich 2016, nachdem die Dragons Insolvenz anmeldeten, und kehrte in seine isländische Heimat zurück, wo er für Stjarnan aktiv wurde. Beim Klub aus Garðabær, einem Vorort der Hauptstadt, spielte er zunächst eine letzte Saison mit Justin Shouse, der dort bereits seit 2008 spielte. Wie bereits in seinen beiden Saisons als MVP der Liga und wie zuvor auch in der schwedischen Basketligan wurde Hlynur Bæringsson hier ein weiteres Mal als bester Verteidiger der Saison ausgezeichnet.
Die isländische Nationalmannschaft hatte in der Vergangenheit nur an kleineren Endrundenturnieren wie dem der so genannten Division B der FIBA Europa sowie den Spielen der kleinen Staaten von Europa teilgenommen. Im Sommer 2014 konnte sich die Auswahl in der EM-Qualifikation etwas überraschend gegen die britische Basketballnationalmannschaft durchsetzen und sich erstmals für eine FIBA-Endrunde der besten europäischen Nationalmannschaften qualifizieren. Bei der EM-Endrunde selbst ein Jahr später 2015 spielte die Nationalmannschaft ihr erstes Endrundenspiel überhaupt in der Berliner Mercedes-Benz Arena gegen Gastgeber Deutschland, das jedoch mit 65:71 knapp verloren ging. Auch in den folgenden vier Vorrundenspielen gelang kein Sieg mehr, wobei die türkische Basketballnationalmannschaft eine Verlängerung benötigte, um die Isländer 111:102 zu besiegen. Nach dem frühzeitigen Ausscheiden bei der Premiere konnte sich die isländische Auswahl im EM-Qualifikationssommer 2016 erneut qualifizieren, als man sich gegen Zypern und die Schweizer Nati durchsetzte, deren einziger Qualifikationssieg aber gegen die Isländer gelang. Bei der EM-Endrunde 2017 versucht Hlynur Bæringsson nunmehr im Herbst seiner Karriere, mit seinen Mannschaftskameraden zumindest den ersten Endrundensieg einer isländischen Auswahl zu erringen.